# Einar Maynard Gunderson
Pour les articles homonymes, voir Gunderson.
Einar Maynard Gunderson (6 juillet 1899-11 janvier 1980) est un homme politique canadien de la Colombie-Britannique. Il est député provincial créditiste pour la circonscription britanno-colombienne de Similkameen d'une élection partielle en 1952 à 1953.
Gunderson siège au cabinet du premier ministre W. A. C. Bennett au poste de ministre des Finances.

## Biographie
Né à Cooperstown dans le Dakota du Nord, Gunderson sert comme président de l'Institut des comptables agrées de l'Alberta (Institute of Chartered Accountants of Alberta) en 1936. Après un bref passage en politique et au cabinet, il demeure conseiller financier pour le gouvernement créditiste.
Il sert également comme président de la Pacific Great Eastern Railway (en) et directeur de la British Columbia Toll Bridge and Highways Authority. Il est aussi directeur de la Canadian Bank of Commerce, de Black Ball Ferries Ltd. et du producteur de ciment et gravier Deeks-McBride Ltd.,. Gunderson siège au conseil des gouverneurs de l'université de la Colombie-Britannique de 1957 à 1968. En 1967, il est nommé président par intérim de la Bank of British Columbia (en). Il sert aussi au conseil d'administration de BC Hydro jusqu'à l'élection d'un gouvernement néo-démocrate en 1972. Il quitte également le conseil de BC Rail au même moment.
Gunderson meurt à Vancouver en janvier 1980 à l'âge de 80 ans.